# Rodolfo Cetoloni
Rodolfo Cetoloni OFM (Bucine, 3 de janeiro de 1946) é um religioso italiano e bispo católico romano emérito de Grosseto.
Rodolfo Cetoloni entrou na Ordem Franciscana e foi ordenado sacerdote em 26 de junho de 1973 pelo Bispo de Sanyuan, Dom Ferdinando Fulgencio Pasini OFM.
Em 25 de março de 2000, o Papa João Paulo II o nomeou Bispo de Montepulciano-Chiusi-Pienza. O arcebispo de Florença, o cardeal Silvano Piovanelli, concedeu sua consagração episcopal em 20 de maio do mesmo ano; Os co-consagradores foram Luciano Giovannetti, bispo de Fiesole, e Alberto Giglioli, ex-bispo de Montepulciano-Chiusi-Pienza. Ele escolheu Verbum caro como lema.
O Papa Francisco nomeou Cetoloni Bispo de Grosseto em 28 de maio de 2013.
Em 19 de junho de 2021, o Papa Francisco aceitou sua aposentadoria por motivos de idade.